# Yangji-myeon
Yangji-myeon (koreanska: 양지면) är en socken i provinsen Gyeonggi i den centrala delen av Sydkorea, 40 km sydost om huvudstaden Seoul. Den ligger i stadsdistriktet Cheoin-gu i stadskommunen Yongin.